# Karl Oskar Medin
Karl Oskar Medin (ur. 14 sierpnia 1847 w Axberg, zm. 24 grudnia 1927 w Sztokholmie) – szwedzki lekarz pediatra.
Zasłynął z opisania w 1890 poliomyelitis jako choroby zakaźnej znanej w Polsce jako choroba Heinego-Medina (od nazwiska Medina i niemieckiego lekarza Jakoba Heinego). W latach 1893–1914 profesor pediatrii Uniwersytetu w Sztokholmie.